# Az Alexa & Katie epizódjainak listája
Ez a lista az Alexa & Katie című amerikai sorozat epizódjainak felsorolását tartalmazza.

## Évadok
| Évad | Évad | Epizódok | Epizódok         | Eredeti sugárzás   | Eredeti sugárzás   | Magyar sugárzás     | Magyar sugárzás     |
| Évad | Évad | Epizódok | Epizódok         | Évadpremier        | Évadfinálé         | Évadpremier         | Évadfinálé          |
| ---- | ---- | -------- | ---------------- | ------------------ | ------------------ | ------------------- | ------------------- |
|      | 1    | 13       | 13               | 2018. március 23.  | 2018. március 23.  | 2019. szeptember 6. | 2019. szeptember 6. |
|      | 2    | 10       | 10               | 2018. december 26. | 2018. december 26. | 2019. szeptember 6. | 2019. szeptember 6. |
|      | 3    | 16       | 8                | 2019. december 30. | 2019. december 30. | 2019. december 30.  | 2019. december 30.  |
| 8    | 3    | 16       | 2020. június 13. | 2020. június 13.   | 2020. június 13.   | 2020. június 13.    |                     |

## 1. évad (2018)
| #   | #   | Eredeti cím      | Magyar cím            | Rendezte         | Írta              | Eredeti premier   | Magyar premier      |
| --- | --- | ---------------- | --------------------- | ---------------- | ----------------- | ----------------- | ------------------- |
| 1.  | 1.  | Bad Hair Day     | Dobjuk ki a fésűt!    | Andy Cadiff      | Heather Wordham   | 2018. március 23. | 2019. szeptember 6. |
| 2.  | 2.  | Wigs             | Fel a parókát!        | Andy Cadiff      | Heather Wordham   | 2018. március 23. | 2019. szeptember 6. |
| 3.  | 3.  | Basketball       | Kosárlabda            | Jeff Melman      | Matthew Carlson   | 2018. március 23. | 2019. szeptember 6. |
| 4.  | 4.  | Ungroundable     | Büntetés kizárva      | Jeff Melman      | Nancy Cohen       | 2018. március 23. | 2019. szeptember 6. |
| 5.  | 5.  | The Play, Part 1 | A színdarab - 1. rész | Jeff Melman      | Gary Murphy       | 2018. március 23. | 2019. szeptember 6. |
| 6.  | 6.  | Picture Day      | Fotózás               | Victor Gonzalez  | Ray Lancon        | 2018. március 23. | 2019. szeptember 6. |
| 7.  | 7.  | The Play, Part 2 | A színdarab – 2. rész | Jeff Melman      | Todd Linden       | 2018. március 23. | 2019. szeptember 6. |
| 8.  | 8.  | Support Group    | Támogató csapat       | Phill Lewis      | Erin Wagoner      | 2018. március 23. | 2019. szeptember 6. |
| 9.  | 9.  | Winter Luau      | Karácsonyi műsor      | Trevor Kirschner | Kamon Naddaf      | 2018. március 23. | 2019. szeptember 6. |
| 10. | 10. | Thanksgiving     | Hálaadás              | Trevor Kirschner | Gary Murphy       | 2018. március 23. | 2019. szeptember 6. |
| 11. | 11. | Secret Sleepover | Pizsamaparti          | Katy Garretson   | Nancy Cohen       | 2018. március 23. | 2019. szeptember 6. |
| 12. | 12. | Winter Formal    | Karácsonyi bál        | Andy Cadiff      | Blake J. Williger | 2018. március 23. | 2019. szeptember 6. |
| 13. | 13. | Winter Formal    | Karácsonyi bál        | Andy Cadiff      | Matthew Carlson   | 2018. március 23. | 2019. szeptember 6. |

## 2. évad (2018)
| #   | #   | Eredeti cím              | Magyar cím                          | Rendezte           | Írta              | Eredeti premier    | Magyar premier      |
| --- | --- | ------------------------ | ----------------------------------- | ------------------ | ----------------- | ------------------ | ------------------- |
| 14. | 1.  | Second First Day         | Újra az iskolában                   | Trevor Kirschner   | Heather Wordham   | 2018. december 26. | 2019. szeptember 6. |
| 15. | 2.  | ChoreCats                | Segítő kezek                        | Trevor Kirschner   | Nancy Cohen       | 2018. december 26. | 2019. szeptember 6. |
| 16. | 3.  | #GWENCAS                 | #GWENCAS                            | Victor Gonzalez    | Ray Lancon        | 2018. december 26. | 2019. szeptember 6. |
| 17. | 4.  | Tryouts and Latte Doubts | Kosárpróba és kétségek a kávé körül | Victor Gonzalez    | Todd Linden       | 2018. december 26. | 2019. szeptember 6. |
| 18. | 5.  | PB Without J             | Mogyoróvaj lekvár nélkül            | Katy Garretson     | Eric Horsted      | 2018. december 26. | 2019. szeptember 6. |
| 19. | 6.  | Shop 'Til You Cry        | Shoppingolj, amíg bírod szusszal    | Katy Garretson     | Blake J. Williger | 2018. december 26. | 2019. szeptember 6. |
| 20. | 7.  | Katie's Beautiful Mind   | Katie esze                          | Jody Margolin Hahn | Nancy Cohen       | 2018. december 26. | 2019. szeptember 6. |
| 21. | 8.  | The Ghost of Cancer Past | A múltbeli betegségek kísértete     | Victor Gonzalez    | Julia Miranda     | 2018. december 26. | 2019. szeptember 6. |
| 22. | 9.  | New Year's ... Whoops    | Újévi hoppá                         | Kelly Park         | Erin Wagoner      | 2018. december 26. | 2019. szeptember 6. |
| 23. | 10. | Sweet Sixteen            | A 16. szülinap                      | Trevor Kirschner   | Ray Lancon        | 2018. december 26. | 2019. szeptember 6. |

## 3. évad (2019-2020)
| #   | #   | Eredeti cím                         | Magyar cím                   | Rendezte                | Írta                                            | Eredeti premier    | Magyar premier     |
| --- | --- | ----------------------------------- | ---------------------------- | ----------------------- | ----------------------------------------------- | ------------------ | ------------------ |
| 24. | 1.  | 1st Day of Junior Year              | Első nap a harmadikban       | Trevor Kirschner        | Heather Wordham                                 | 2019. december 30. | 2019. december 30. |
| 25. | 2.  | Stupid Binder                       | A hülye mappa                | Gloria Calderon Kellett | Nancy Cohen                                     | 2019. december 30. | 2019. december 30. |
| 26. | 3.  | Always Something There to Remind Me | A rossz emlékek visszatérnek | Victor Gonzalez         | Ray Lancon                                      | 2019. december 30. | 2019. december 30. |
| 27. | 4.  | Unconsciously Coupling              | Tudatalatti kötődés          | Trevor Kirschner        | Grant Levy és Dominik Rothbard                  | 2019. december 30. | 2019. december 30. |
| 28. | 5.  | All I Want for Christmas is You     | Téged kérlek karácsonyra     | Jody Margolin Hahn      | Leo Chu és Eric S. Garcia                       | 2019. december 30. | 2019. december 30. |
| 29. | 6.  | Writer-Director-Nervous Wreck       | Író, rendező és idegroncs    | Victor Gonzalez         | Lucas Brown Eyes                                | 2019. december 30. | 2019. december 30. |
| 30. | 7.  | It's Just... Weird                  | Bizarr ügy                   | Kelly Park              | Romi Barta                                      | 2019. december 30. | 2019. december 30. |
| 31. | 8.  | Panic! At The Putt-Putt             | Pánik a minigolf pályán      | Trevor Kirschner        | Eric Horsted                                    | 2019. december 30. | 2019. december 30. |
| 32. | 9.  | Last First Day                      | Az utolsó első nap           | Erika Kaestle           | Julia Miranda                                   | 2020. június 13.   | 2020. június 13.   |
| 33. | 10. | Rules for Better Barista-ing        | Hogyan legyünk jobb pultosok | Jody Margolin Hahn      | Heather Wordham, Grant Levy és Dominik Rothbard | 2020. június 13.   | 2020. június 13.   |
| 34. | 11. | The Girl Who Cried Yelp             | A visító lány                | Jody Margolin Hahn      | Nancy Cohen és Ray Lancon                       | 2020. június 13.   | 2020. június 13.   |
| 35. | 12. | Choose Your Own Adventure           | A te kalandod                | Erika Kaestle           | Joshua Grossman és Nathan Frizzell              | 2020. június 13.   | 2020. június 13.   |
| 36. | 13. | Speaking of Cancer                  | Beszéljünk a rákról          | Kelly Park              | Leo Chu, Eric S. Garcia és Julia Miranda        | 2020. június 13.   | 2020. június 13.   |
| 37. | 14. | The Smoke Show                      | Csak dögösen                 | Phill Lewis             | Nancy Cohen és Lucas Brown Eyes                 | 2020. június 13.   | 2020. június 13.   |
| 38. | 15. | Last Dance                          | Az utolsó tánc               | Kelly Park              | Ray Lancon és Romi Barta                        | 2020. június 13.   | 2020. június 13.   |
| 39. | 16. | This Feels Right                    | A legjobb érzés              | Kelly Park              | Eric Horsted, Grant Levy és Dominik Rothbard    | 2020. június 13.   | 2020. június 13.   |